# Рессинлампи
Ре́ссинла́мпи (фин. Ressinlampi) — озеро на территории Питкярантского городского поселения Питкярантского района Республики Карелия.

## Общие сведения
Площадь озера — 0,5 км². Располагается на высоте 65 метров над уровнем моря.
Форма озера овальная. Берега заболоченные.
С северо-востока в озеро втекает ручей, вытекающий, минуя ряд проток и ламбин, из озера Лоухиярви.
Из озера с юго-восточной стороны вытекает ручей Хакооя, впадающий в реку Уксунйоки.
Населённые пункты возле озера отсутствуют. Ближайший — деревня Кясняселькя — расположен в 14 км к северо-востоку от озера.
Код объекта в государственном водном реестре — 01040300211102000014046.